# Spithridates (Feldherr)
Spithridates war ein im späten 5. und frühen 4. Jahrhundert v. Chr. lebender Lokalherrscher in Kleinasien.
Laut dem antiken griechischen Historiker Ktesias von Knidos soll Spithridates um 420 v. Chr. den aufständischen persischen Satrapen Pissouthnes bekämpft haben. 400 v. Chr. nahm er als Unterfeldherr des Satrapen Pharnabazos am Kampf gegen die etwa 10.000 griechischen Söldner teil, die Kyros den Jüngeren auf dessen gescheiterten Feldzug gegen Artaxerxes II. begleitet hatten. Dabei hatte er den Auftrag, den Söldnern den Weg durch Bithynien zu versperren. Als sich Persien im Krieg gegen Sparta befand, erscheint Spithridates in den Quellen als Feudalherr in Pharnabazos’ Satrapie. Er verfeindete sich mit Pharnabazos, weil dieser angeblich eine seiner Töchter zur Konkubine nehmen wollte. Als daher der spartanische Feldherr Lysander 396 v. Chr. im Gefolge des Königs Agesilaos nach Kleinasien kam und sich an den Hellespont begab, konnte er Spithridates zum Abfall von Pharnabazos überreden. Spithridates führte Lysander 200 Reiter und neue Gelder zu und folgte mit seinem Sohn dem spartanischen Heerführer zu König Agesilaos, dem er Auskunft über die Verhältnisse in Pharnabazos’ Satrapie erteilte. Er verschaffte Agesilaos auch Beziehungen zu Otys von Paphlagonien. Nachdem aber die Spartaner im Winter 395/394 v. Chr. nach einem Kampf nahe Daskyleion die Beute einbehalten hatten, schlug sich Spithridates wieder auf die Seite der Perser. Danach wird er in den Quellen nicht mehr erwähnt.